# Đỗ Tập
Đỗ Tập (chữ Hán giản thể: 杜集区, âm Hán Việt: Đỗ Tập khu) là một quận thuộc địa cấp thị Hoài Bắc, tỉnh An Huy, Cộng hòa Nhân dân Trung Hoa. Quận Đỗ Tập nằm ở phía đông của Hoài Bắc, có diện tích 240 km2, dân số 320.000 người. Quận được thành lập năm 1984. Về mặt hành chính, quận Đỗ Tập được chia ra 2 nhai đạo biện sự xứ và 4 trấn. Các đơn vị này lại được chia ra thành 92 ủy ban thôn, 20 ủy ban cư.
- Nhai đạo biện sự xứ: Mạnh Trang và Cao Nhạc.
- Trấn: Đoạn Viên, Sóc Lý, Thạch Đài, Khoáng Tập.